# George Bacovia
George Bacovia (pronunciació en romanès: [ˈd͡ʒe̯ord͡ʒe baˈkovi.a] ; el pseudònim de Gheorghe Vasiliu [vasiˈli.u]; 17 de setembre [C.J. 4 de setembre] de 1881 - 22 de maig de 1957) va ser un poeta simbolista romanès. Si bé va pertànyer inicialment al moviment simbolista local, llançat com a poeta per Al. Macedonski amb el poemari i poesia Plumb ("Plom"), la seva poesia va arribar a ser vista com una precursora del Modernisme romanès i finalment el va establir en l'estima crítica al costat de Lucian Blaga, Tudor Arghezi, Ion Pillat i Ion Barbu o Octavian Goga com un dels més importants poetes romanesos d'entreguerres. A la dècada de 1950, va escriure el poema "Cogito" que és el seu testament poètic.

## Biografia

### Infantesa
Bacovia va néixer a Bacău i li van posar el nom de Gheorghe Vasiliu. Era fill d'un comerciant, Dimitrie Vasiliu, i de la seva dona Zoe "Zoița" Vasiliu (nascuda Langa). Amb només sis anys va començar els seus estudis d'alemany. Entre 1889 i 1890 va començar la seva escola a una acadèmia de Bacău, abans de matricular-se el 1891 a l'escola primària "Domnească" de la mateixa ciutat. El juny de 1893 va acabar els estudis primaris i després va començar els estudis al gimnàs Ferdinand, també a Bacău. Una nit de tardor, un descuit del sacristán el va fer tancar durant la nit a la torre de l'església de Precista, una experiència que més tard inspiraria el seu primer gran poema, l'Amurg violeta (Crepuscle morat) de 1899. Va mostrar talent per dibuixar i es va convertir en un excel·lent violinista de l'orquestra de l'escola, que va dirigir. També es va distingir en la gimnàstica.
El 1899, va rebre el primer premi nacional al concurs "Tinerimii române" per "dibuixos artístics de la natura". El seu poema Și toate –escrit un any abans amb el nom de "V. George"– va ser publicat a la revista Literatorul el 30 de març, iniciant la seva carrera literària.

### Estudis
El 1900, Bacovia es va matricular a l'Acadèmia Militar de Iași, però va abandonar durant el seu segon semestre, incapaç de suportar la disciplina militar. El 1901 va començar els estudis al Liceul Ferdinand de Bacău, on es va graduar el 1903. Va escriure el poema Liceu (High School) en resposta a un qüestionari enviat Ministeri d'Educació als graduats en el curs de Spiru Haret reformes educatives. Es va matricular a la Facultat de Dret de Bucarest i aviat es va convertir en un component de la vida literària de la ciutat; una lectura primerenca del seu poema Plumb (Plom) al saló d'Alexandru Macedonski va produir una poderosa impressió.
Va continuar llegint els seus poemes al saló de Macedonski, i el 1904 el seu Nervi de toamnă (Nervis de tardor) va obtenir el mateix èxit. Ajudat per la seva creixent reputació, va guanyar un lloc a la revisió Arta de la Iași i va poder aturar els seus estudis de dret. Després de dos anys a Bucarest amb el seu germà Eugen, va tornar a Bacău abans de matricular-se a la Facultat de Dret de la Universitat de Iași; malgrat els seus estudis previs a Bucarest, va començar com a estudiant de primer any. Fins al 1909 va romandre a Iași, ajudant a IM Rascu amb la seva revisió Versuri, més tard Versuri și proză. Entre el 1909 i el 1910 va venir a Iași per a exàmens però va viure a Bacău; en obtenir la llicenciatura en dret l'any 1911, es va graduar per a l'advocat de Bacău, però tot i pagar les quotes durant deu anys, no va exercir mai d'advocat. En canvi, va passar el seu temps treballant amb Constantin Al. Ionescu-Caion sobre el Românul Literar, amb altres personatges de Flacăra, treballant com a copista a la Prefectura i ajudant a l'oficina de comptabilitat de la Prefectura. Entre 1913 i 1914, la seva salut es va deteriorar i finalment es va veure obligat a renunciar al seu càrrec.

### Entreguerres
L'any 1914, Bacovia va ser internat al sanatori del Dr. Mărgăritescu a Bucarest, des d'on va publicar poemes al suplement literari del diari Seara i va enviar Plumb per a la seva publicació. El 1915, després de marxar de Bucarest, esdevingué coeditor de la revisió Orizonturi noi i continuà publicant crítiques de poesia, prosa i llibres amb multitud de pseudònims. Va reactivar la seva amistat amb Alexandru Macedonski.
El 1916, esdevingué secretari del Directori d'Educació Secundària i Superior del Ministeri d'Instrucció, i es trobava a Bucarest quan Plumb va aparèixer per primera vegada al juliol. A l'octubre, però, els capricis de la guerra el van obligar a fugir de l'amenaçada Bucarest cap a Iaşi amb els arxius del seu departament.
Bacovia va tornar a Bucarest el 1917 i va reprendre el seu càrrec com a funcionari. El 1920 esdevingué cap d'oficina, de tercera classe, al Ministeri de Treball; el 1921 va ser ascendit a cap d'oficina, de primera classe en el mateix ministeri. Tot i això, de seguida va emmalaltir d'una malaltia pulmonar i es va veure obligat a dimitir abans de tornar, un any després, a Bacău.
L'any 1924 es va publicar a Râmnicu Sărat la segona edició de Plumb. Mentrestant, Bacovia va trobar feina com a professor de dibuix i cal·ligrafia a l'Escola Comercial de Nois de Bacău. El 1925, però, s'havia convertit en el director principal de la revista Ateneu cultural, i va publicar el seu llibre de poesia Scântei galbene (espurnes grogues) a les seves despeses. El mateix any va aparèixer Bucăți de noapte (Fragments de nit) en una edició editada per la poeta Agatha Grigorescu. L'any 1926 va tornar a l'Escola Comercial de Nois i va continuar ensenyant dibuix i cal·ligrafia.

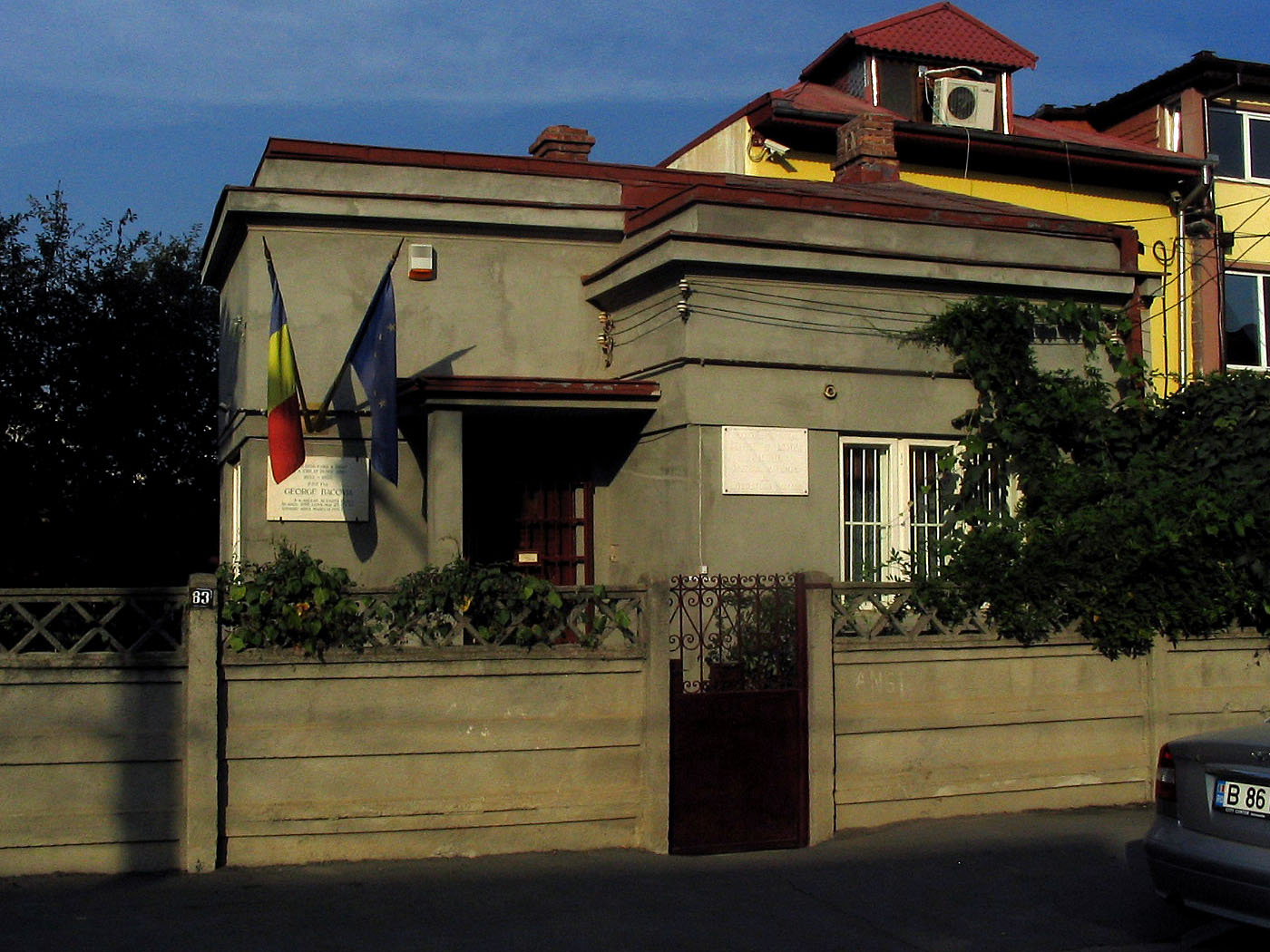
Casa de George i Agatha Bacovia a Bucarest, avui museu

El 1928, Bacovia es va casar amb Agatha Grigorescu, editora de Bucăți de noapte, i es va establir a Bucarest, on la seva dona era mestra. L'any 1929, va tornar a publicar Plumb i Scântei galbene en una única edició, titulada Poezii i produïda per Editura Ancora; poc després, la revisió inactiva Orizonturi noi va reprendre la publicació sota la seva direcció. Va obtenir una plaça d'inspector al Ministeri d'Educació Popular, però després de la publicació de la seva col·lecció Cu voi (Amb tu), va tornar amb la seva dona a Bacău, on va estar tres anys sense feina. El 1931, Agatha va donar a llum l'únic fill de Bacovia, Gabriel; el 1932, la Societat Romanesa d'Escriptors va aprovar una pensió mensual de 1.000 lei.
La família va tornar a Bucarest definitivament el 1933, per no marxar mai més. El 1934, Bacovia va publicar una antologia dels seus poemes titulada Poezii; el 1940, la seva pensió va augmentar fins als 2.000 lei mensuals. Després va fundar la Casa de Pensions dels Escriptors, de la qual va cobrar una pensió mensual de 10.000 lei. El 1944 va aparèixer la seva Opere (Obres), una col·lecció que inclou totes les seves obres publicades anteriorment.

### Després de la guerra
L'any 1945 Bacovia va ser nomenat bibliotecari del Ministeri de Mines i Petroli. Va continuar escrivint, i el 1946 va publicar el volum Stanțe burgheze (traduït literalment a l'anglès Bourgeois Stanzas), que va portar a la seva contractació pel Ministeri de les Arts. El 1956 va publicar el seu darrer volum de Poezii abans de morir la tarda del 22 de maig de 1957 a la seva residència de Bucarest.

## Recepció crítica
Els crítics literaris van classificar inicialment Bacovia com a simbolista, però les crítiques posteriors han argumentat que va transcendir el seu entorn per formar part de la poesia romanesa moderna. Encara que el seu primer volum de poesia, Plumb (1916), va estar molt marcat per la influència dels simbolistes, els seus volums posteriors, com Scântei galbene, mostren el seu descobriment d'un concepte poètic més modern, més proper al poema en prosa que al poema en prosa. les formes de vers clàssiques del segle xix. Els crítics d'entreguerres van veure en Bacovia un neosimbolista (George Călinescu) o un poeta menor amb material insuficient (E. Lovinescu). Just després de la Segona Guerra Mundial, però, la poesia de Bacovia va començar a vincular-se a corrents de pensament més recents, vinculada i comparada amb el teatre de l'absurd (M. Petroveanu), modernisme poètic, surrealisme, escriptura automàtica, imaginisme, expressionisme, etc. i fins i tot moviments filosòfics com l'existencialisme (Ion Caraion). Bacovia va aconseguir així ser reconegut com un dels poetes romanesos més importants, un autor que va fer un gran salt canònic des del poeta menor al clàssic perdurable de la literatura romanesa.

## Presència en antologies de llengua anglesa
- Testament – Anthology of Modern Romanian Verse / Testament - Antologie de Poezie Română Modernă – Edició bilingüe anglès i romanès – Daniel Ioniță (editor i traductor) amb Eva Foster i Daniel Reynaud – Minerva Publishing 2012 i 2015 (segona edició) -ISBN 978-973-21-1006-5
- Testament - Anthology of Romanian Verse - American Edition - edició monolingüe en anglès - Daniel Ioniță (editor i traductor principal) amb Eva Foster, Daniel Reynaud i Rochelle Bews - Acadèmia Australiana-Romanesa de Cultura - 2017 -ISBN 978-0-9953502-0-5
- Nascut a Utopia - Una antologia de poesia romanesa moderna i contemporània - Carmen Firan i Paul Doru Mugur (editors) amb Edward Foster - Talisman House Publishers - 2006 -ISBN 1-58498-050-8

## Bibliografia crítica seleccionada

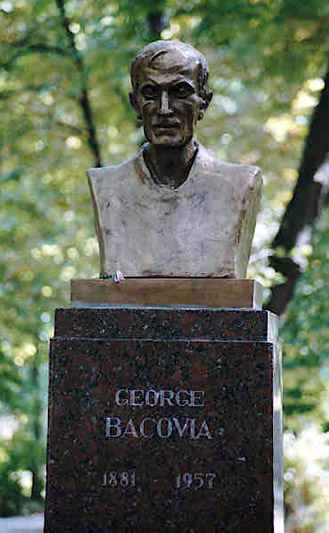
Bust de George Bacovia